# Pnov Ti Muoy
Pnov Ti Muoy es una comuna (khum) del distrito de Sithor Kandal, en la provincia de Prey Veng, Camboya. En marzo de 2008 tenía una población estimada de 5344 habitantes.
Se encuentra ubicada al sur del país, a escasa distancia de los ríos Mekong y Bassac, y de la frontera con Vietnam.